# Creatonotos burgeoni
Creatonotos burgeoni är en fjärilsart som beskrevs av Talbot 1928. Creatonotos burgeoni ingår i släktet Creatonotos och familjen björnspinnare. Inga underarter finns listade i Catalogue of Life.